# Kawachi (1912)
El Kawachi (河内?) fue el buque líder de los dos acorazados tipo dreadnought clase Kawachi construidos por la Armada Imperial Japonesa en la primera década del siglo xx. Se trató del primer acorazado japonés que superó las 20 000 toneladas de desplazamiento, y junto con su buque gemelo Settsu fueron los primeros con artillería pesada. De acuerdo a las convenciones japonesas de asignación de nombres, el Kawachi fue denominado así por la provincia homónima.
La clase Kawachi fue ordenada el 22 de junio de 1907 tras la guerra ruso-japonesa, como uno de los primeros acorazados dreadnoughts de Japón, aunque su construcción se retrasó por la dura depresión económica que en ese momento afectaba al país. Su diseño se basó en el del acorazado Aki, con un cañón uniforme de 305 mm, aunque tras considerar el costo se evitó que todos los cañones tuvieran la misma longitud. Pese a que durante la Primera Guerra Mundial atacó algunas fortificaciones alemanas en la batalla de Tsingtao, después de ello no estuvo involucrado en otros combates. El 12 de julio de 1918, se hundió a causa de una explosión interna en la que murieron más de 600 miembros de la tripulación.

## Diseño y construcción
El buque tenía una eslora de 160,3 metros, una manga de 25,7 metros y un calado de 8,2 metros. Se desplazaba a 20 823 toneladas largas con una carga normal. Su tripulación oscilaba entre 999 y 1100 oficiales y soldados alistados. El Kawachi fue equipado con dos turbinas Curtis, cada una de las cuales accionaba un eje con el vapor de dieciséis calderas acuotubulares Miyabara. Las turbinas tenían en total una potencia al eje de 25 000 a una velocidad de diseño de 21 nudos (39 km/h). Llevaba suficiente carbón y fueloil para darle una autonomía de 2700 millas náuticas a una velocidad de 18 nudos (33 km/h). La proa del Kawachi era recta, a diferencia de la de su buque gemelo el Settsu, que era de violín.
El armamento principal del Kawachi consistía en cuatro cañones de 304,8 mm repartidos en dos torretas dobles —cada una en la proa y la popa de la superestructura— y ocho cañones de 304,8 mm montados en cuatro torretas dobles, dos a cada lado de la superestructura. Su armamento secundario constaba de diez cañones de 152,4 mm montados en casamatas a los lados del casco y ocho cañones de disparo rápido de 120 mm. El buque también tenía doce cañones de 76,2 mm, cuatro cañones que eran usados para saludos ceremoniales y cinco tubos lanzatorpedos sumergidos de 457 mm, dos en cada costado y otro en la popa.
El cinturón blindado del buque tenía un grosor máximo de 305 mm en el medio y se ahusaba hasta un grosor de 127 mm en los extremos. Una traca de 152 mm protegía las casamatas de la nave. Las barbetas de los cañones principales tenían un grosor entre los 229 y los 279 mm, mientras que el blindaje de las torretas principales tenía un máximo de 279 mm. El blindaje de la cubierta era de 29 mm y el castillo estaba protegido por una armadura entre los 152 y los 254 mm.
La quilla del Kawachi se puso en grada en el Arsenal Naval de Kure el 1 de abril de 1909 y fue botado el 15 de octubre de 1910 en una ceremonia a la que asistió el Emperador Meiji. Se completó el 31 de marzo de 1912 con un coste de JPY 11 130 000.

## Historial de servicio

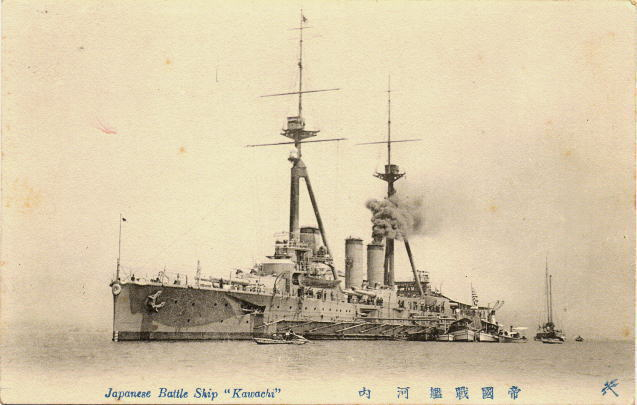
Una postal del Kawachi anclado.

El 3 de octubre de 1912, el buque estuvo presente cuando el Mikasa sufrió un incendio provocado por un marinero en el almacén de municiones delantero. Se inundó antes de que el fuego se extendiese, lo que permitió que el Kawachi pudiera enviar al Mikasa varios equipos para combatir el fuego en caso de que los necesitaran. Cuando en agosto de 1914 comenzó la Primera Guerra Mundial, el Kawachi se encontraba destinado en Yokosuka.
Entre octubre y noviembre de 1914, junto con su buque gemelo Settsu, bombardeó fortificaciones alemanas durante la etapa final de la batalla de Tsingtao. El barco estaba presente en Yokosuka el 8 de enero de 1915 cuando el victorioso Segundo Escuadrón volvió a Japón después de dicha batalla. Fue asignado al Primer Escuadrón entre 1915 y 1917, año en que fue reacondicionado.

### Hundimiento
Después de haber sido reequipado, el Kawachi regresó al Primer Escuadrón comandado por el capitán Yoshimoto Masaki y entró en la bahía de Tokuyama, en la prefectura de Yamaguchi, la tarde del 11 de julio de 1918. A la mañana siguiente, estaba previsto que se realizaran unas prácticas de lanzamiento de torpedos, pero estas se cancelaron a causa de la agitada condición del mar y el acorazado permaneció anclado durante el resto el día. Esa tarde, a las 15:51, se escuchó una fuerte explosión cerca de una de las torretas principales ubicadas a estribor. Una gran cantidad de humo salió de allí y también de entre la primera y la segunda chimenea. Dos minutos más tarde, comenzó a inclinarse hacia estribor y terminó volcando a las 15:55, solo cuatro minutos después de la explosión. Más de mil hombres estaban a bordo cuando explotó el buque, pero las fuentes difieren ampliamente sobre el número exacto de muertos: algunos autores coinciden en 700, pero otros señalan que serían 600, 618 o 621, de los cuales unos 109 cuerpos nunca fueron encontrados.
Al día siguiente, la Armada Imperial Japonesa convocó a una comisión para investigar la explosión, con el vicealmirante Murakami Kakuichi como moderador. La comisión primeramente sospechó de un incendio provocado, pero no se pudo encontrar un sospechoso plausible. Luego se informó que la cordita del almacén de municiones pudo haberse inflamado espontáneamente a causa de la descomposición. Los almacenes del Kawachi se habían inspeccionado entre enero y febrero de ese año, pero no se habían encontrado problemas, lo que hizo menos probable esa posibilidad. La comisión hizo recomendaciones sobre el control estricto en la producción y la manipulación de la cordita, lo que «naturalmente tomó
tiempo para implementar» pero «pareció haber sido efectivo». La Armada consideró salvar el Kawachi, pero finalmente decidió que sería algo demasiado costoso y retrasaría en más de un año la construcción de un crucero de batalla. Fue borrado del registro naval el 21 de septiembre de 1918 y sus restos fueron parcialmente desmantelados, aunque la mayor parte del casco fue abandonado en el lugar del hundimiento para que sirviera de arrecife artificial.